# Astragalus sieberi
Astragalus sieberi är en ärtväxtart som beskrevs av Dc. Astragalus sieberi ingår i släktet vedlar, och familjen ärtväxter. Inga underarter finns listade i Catalogue of Life.